# Líbano Meridional

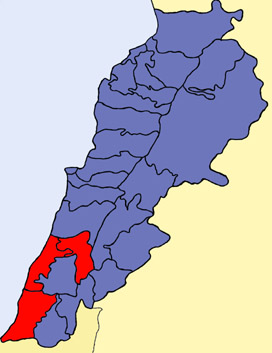
Líbano Meridional

Líbano Meridional (oficialmente Liban-Sud) (Árabe: al-Janub) é uma província (muhafazah) do Líbano. A população é de 360 000 habitantes e a área de 2 000 km². A capital é Sídon. A elevação mais baixa fica ao nível do mar; a mais alta a 1000 metros. A temperatura desce até aos 4 °C durante o Inverno, com bastante chuva e neve nos pontos mais altos. No Verão húmido, as temperaturas atingem os 30 °C nas áreas costeiras. A província tem vários rios: o Litani, o Zahrani, o Naqura, o Awali, o Qasmiye e o Hasbani. A área é famosa pelas suas quintas de citrinos e bananas. Os habitantes são uma mistura de Xiitas, Sunitas, Ortodoxos, Católicos, Arménios e Protestantes.

## Distritos
- Sidom
- Jezine
- Tiro

## Cidades
- Sídon ou Saida
- Tiro

## Referencias
1. ↑  Fawaz, Eli (2009). «What Makes Lebanon a Distinctive Country?». New York: Palgrave Macmillan US: 25–33. ISBN 978-1-349-37326-0. Consultado em 16 de março de 2023